# Colombier-en-Brionnais
Pour les articles homonymes, voir Colombier.
Colombier-en-Brionnais est une commune française située dans le département de Saône-et-Loire, en région Bourgogne-Franche-Comté.

### Communes limitrophes

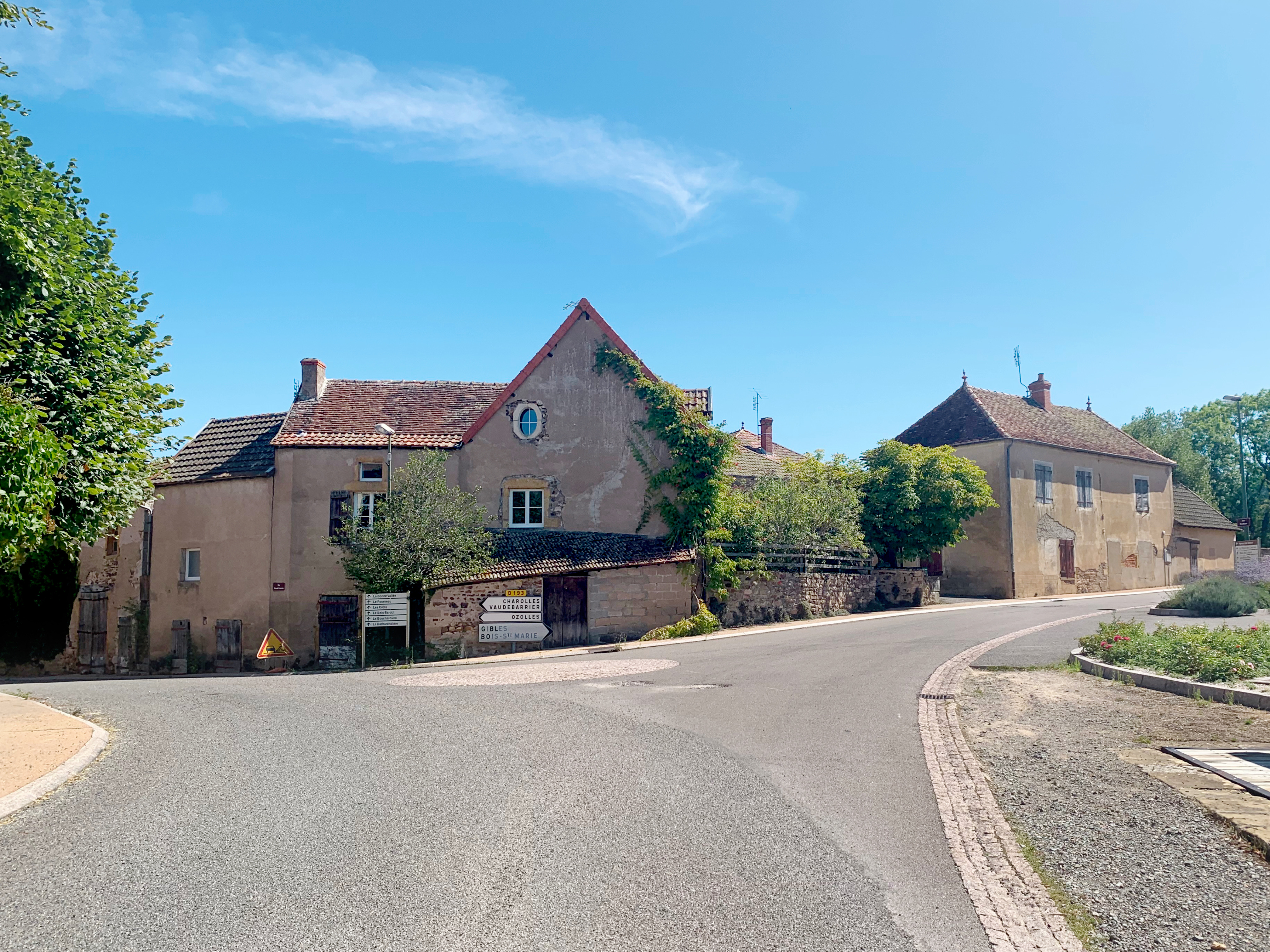
Le carrefour au centre du bourg de Colombier.

## Géographie

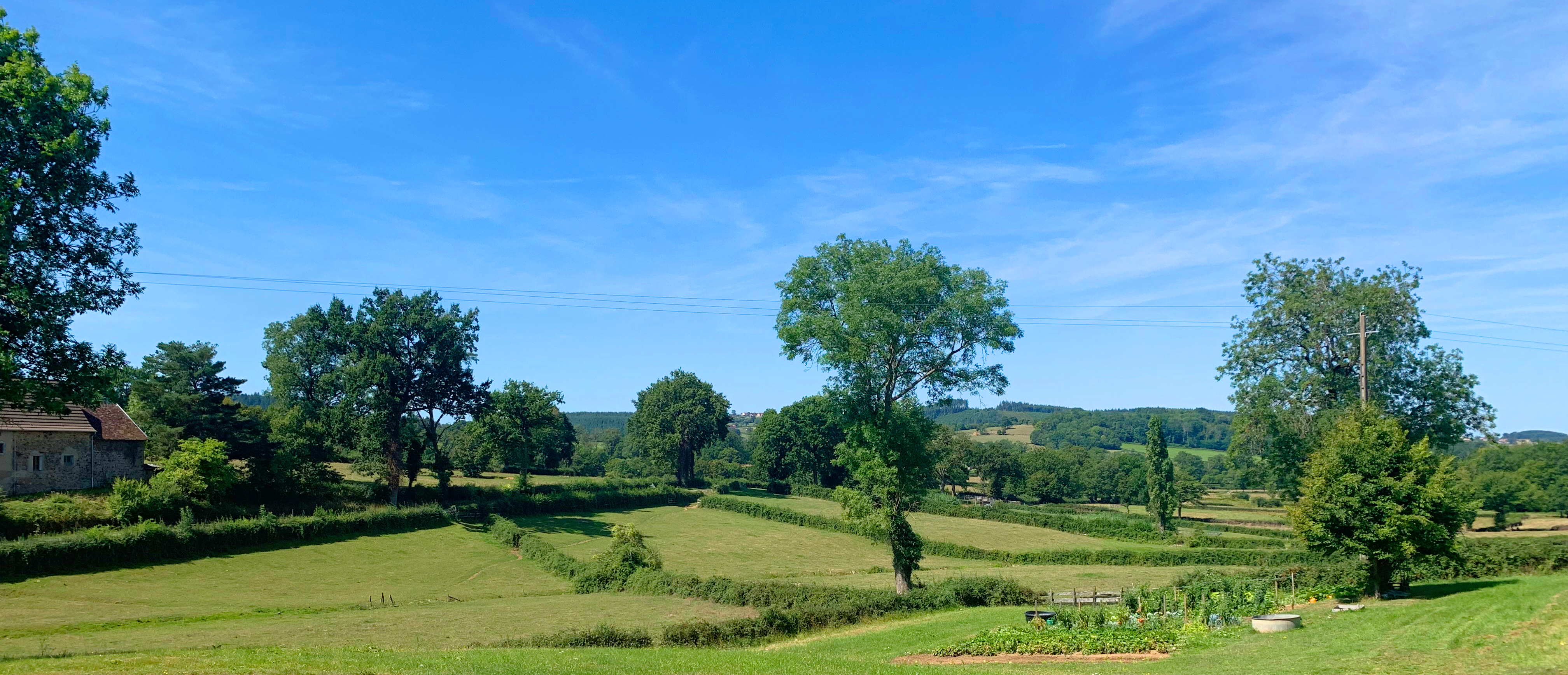
Les paysages champêtres autour de Colombier.

Comme son nom l'indique, Colombier fait partie du Brionnais. L'altitude moyenne de Colombier est de 370 mètres environ. Sa superficie est de 13,37 km2. Sa latitude est de 46.355° Nord et sa longitude de 4.334° Est. À vol d'oiseau, Les communes et villages proches de Colombier-en-Brionnais sont : Ouroux-sous-le-Bois-Sainte-Marie à 1,80 km, Ozolles à 3,13 km, Bois-Sainte-Marie à 3,19 km, Dyo à 4,37 km et Saint-Symphorien-des-Bois à 4,44 km. Au-delà, on trouve Gibles à 4,8 km, Curbigny à 5,6 km, Saint-Germain-en-Brionnais à 5,6 km, Marcilly-la-Gueurce à 5,6 km, Montmelard à 6,4 km, Vaudebarrier à 6,6 km, Beaubery à 7,2 km, Varennes-sous-Dun à 7,2 km, Amanzé à 7,5 km, Saint-Julien-de-Civry à 7,9 km, Châtenay à 8,1 km, Baudemont à 8,3 km, Vareilles à 8,3 km, Prizy à 8,6 km, Changy à 9,8 km, Vendenesse-lès-Charolles à 9,8 km, Verosvres à 9,8 km, Charolles à 9,9 km, Saint-Racho à 10,3 km, La Chapelle-sous-Dun à 10,9 km, Saint-Laurent-en-Brionnais à 10,9 km, Lugny-lès-Charolles à 11,2 km, et Oyé à 11,3 km. La Clayette, desservie par une gare, est à 7,5 km.

### Climat
Pour des articles plus généraux, voir Climat de la Bourgogne-Franche-Comté et Climat de Saône-et-Loire.

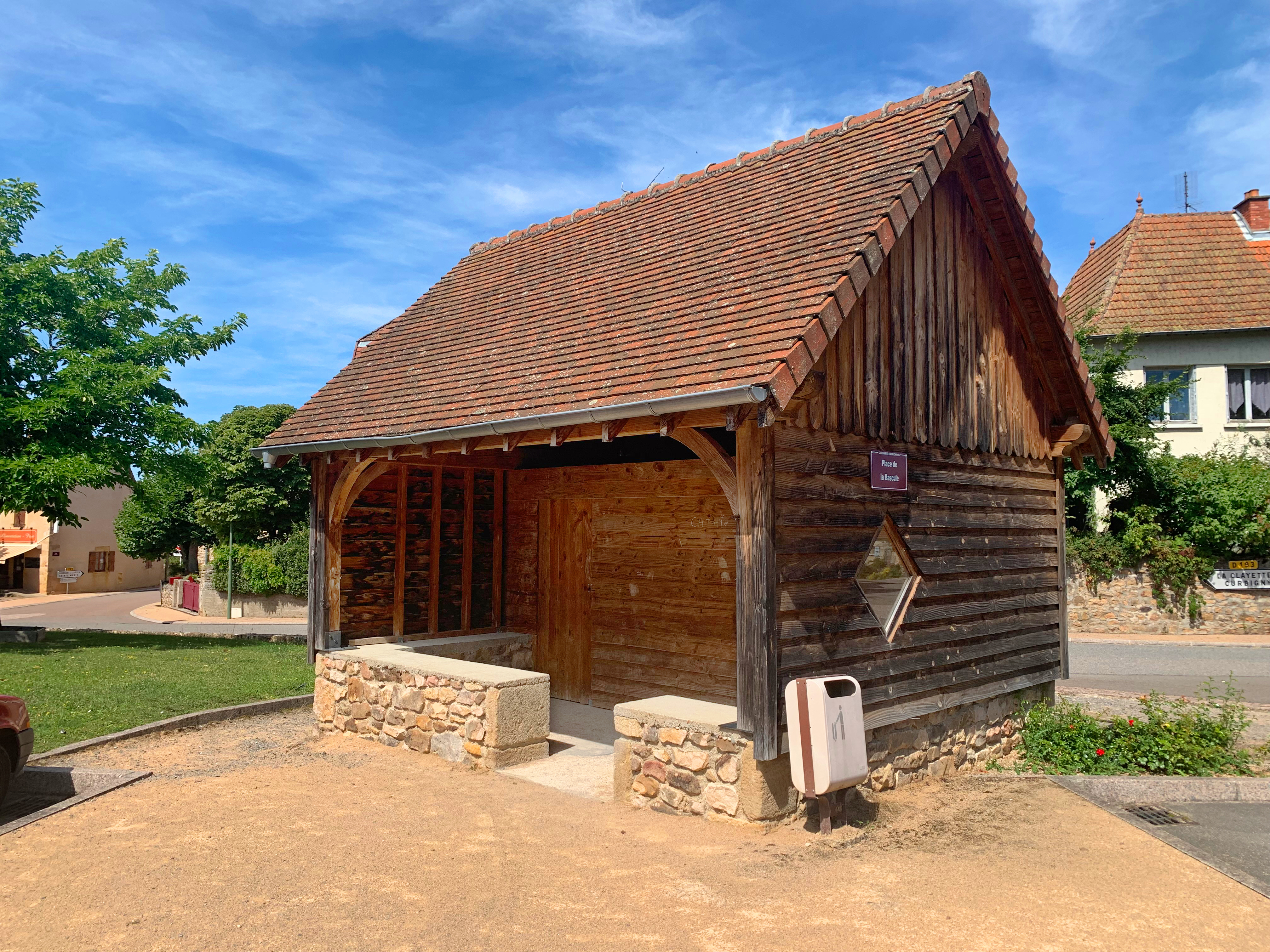
L’abri en bois sur la place de la Bascule au centre du bourg de Colombier.

En 2010, le climat de la commune est de type climat océanique dégradé des plaines du Centre et du Nord, selon une étude du Centre national de la recherche scientifique s'appuyant sur une série de données couvrant la période 1971-2000. En 2020, Météo-France publie une typologie des climats de la France métropolitaine dans laquelle la commune est dans une zone de transition entre le climat océanique altéré et le climat de montagne ou de marges de montagne et est dans la région climatique Centre et contreforts nord du Massif Central, caractérisée par un air sec en été et un bon ensoleillement.
Pour la période 1971-2000, la température annuelle moyenne est de 10,5 °C, avec une amplitude thermique annuelle de 16,7 °C. Le cumul annuel moyen de précipitations est de 950 mm, avec 12,3 jours de précipitations en janvier et 8 jours en juillet. Pour la période 1991-2020, la température moyenne annuelle observée sur la station météorologique de Météo-France la plus proche, « Beaubery », sur la commune de Beaubery à 7 km à vol d'oiseau, est de 10,9 °C et le cumul annuel moyen de précipitations est de 1 020,3 mm. 
La température maximale relevée sur cette station est de 39,4 °C, atteinte le 31 juillet 2020 ; la température minimale est de −18 °C, atteinte le 12 janvier 1987,,.
Les paramètres climatiques de la commune ont été estimés pour le milieu du siècle (2041-2070) selon différents scénarios d'émission de gaz à effet de serre à partir des nouvelles projections climatiques de référence DRIAS-2020. Ils sont consultables sur un site dédié publié par Météo-France en novembre 2022.

## Urbanisme

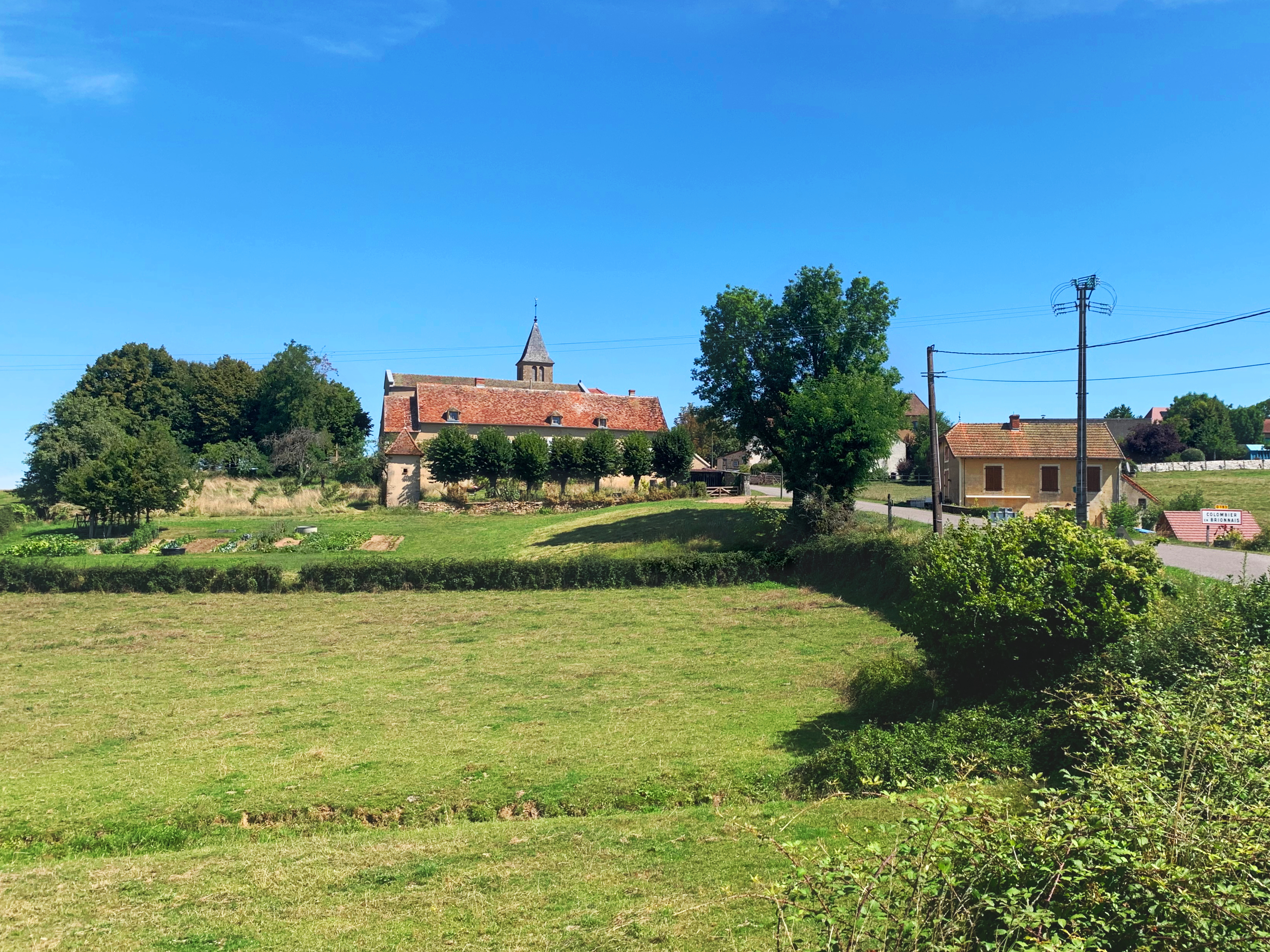
Colombier, un village bucolique.

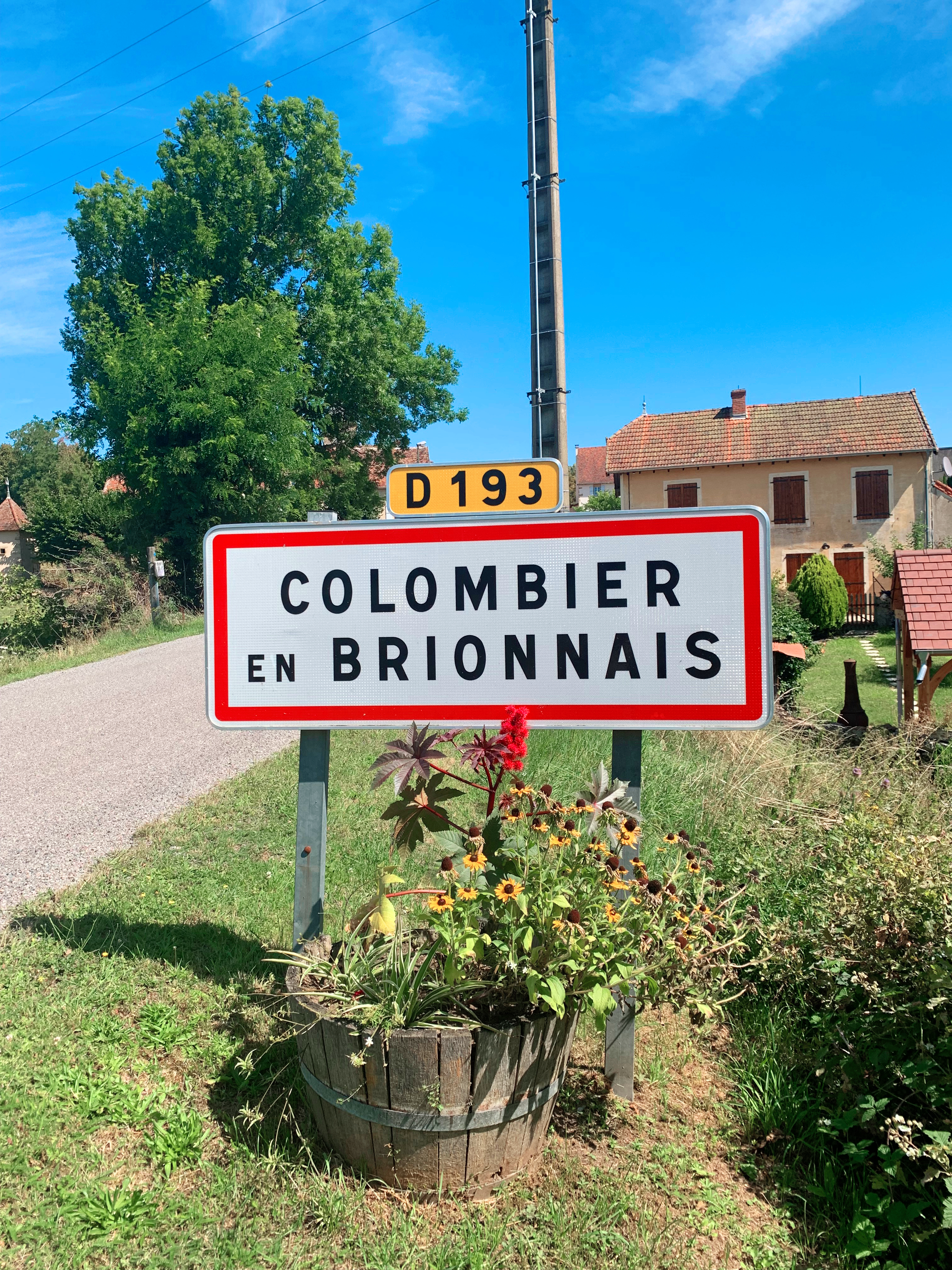
Le panneau d’entrée du village de Colombier-en-Brionnais.

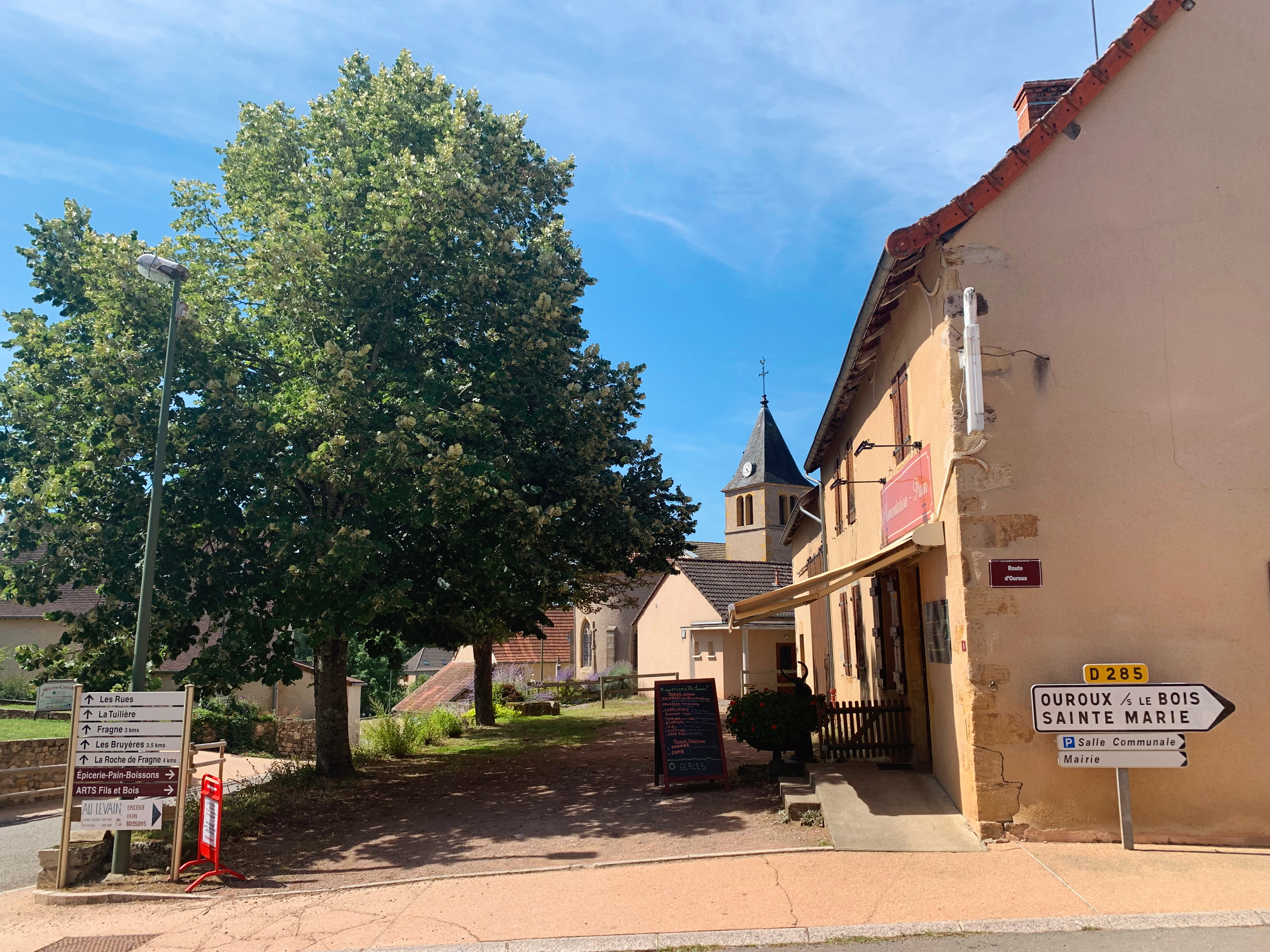
Le centre du bourg.

### Typologie
Au 1er janvier 2024, Colombier-en-Brionnais est catégorisée commune rurale à habitat dispersé, selon la nouvelle grille communale de densité à sept niveaux définie par l'Insee en 2022.
Elle est située hors unité urbaine et hors attraction des villes,.

### Occupation des sols
L'occupation des sols de la commune, telle qu'elle ressort de la base de données européenne d’occupation biophysique des sols Corine Land Cover (CLC), est marquée par l'importance des territoires agricoles (85,6 % en 2018), en diminution par rapport à 1990 (88,3 %). La répartition détaillée en 2018 est la suivante : prairies (78,5 %), forêts (12,1 %), zones agricoles hétérogènes (7,1 %), zones urbanisées (2,4 %). L'évolution de l’occupation des sols de la commune et de ses infrastructures peut être observée sur les différentes représentations cartographiques du territoire : la carte de Cassini (XVIIIe siècle), la carte d'état-major (1820-1866) et les cartes ou photos aériennes de l'IGN pour la période actuelle (1950 à aujourd'hui).

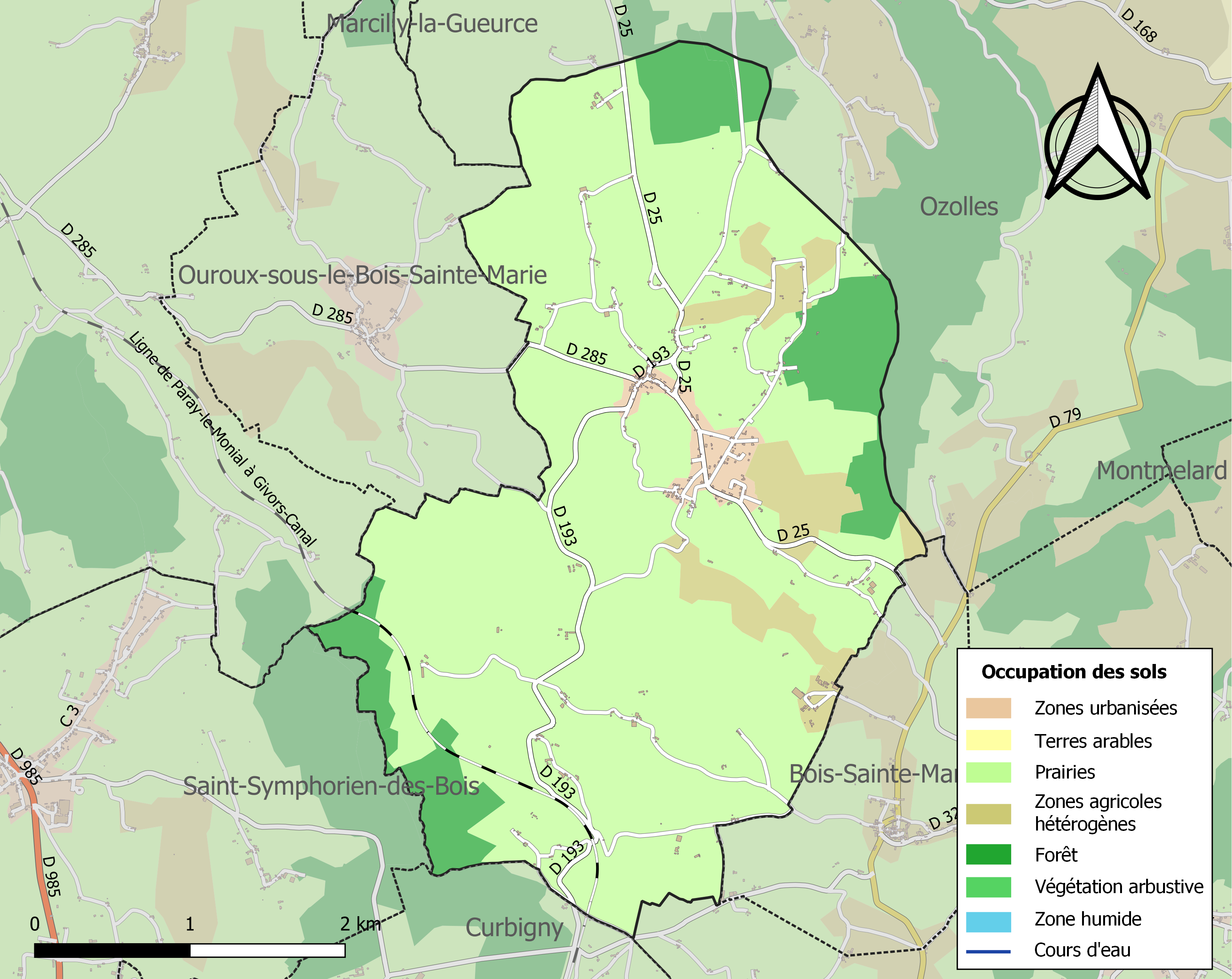
Carte des infrastructures et de l'occupation des sols de la commune en 2018 (CLC).
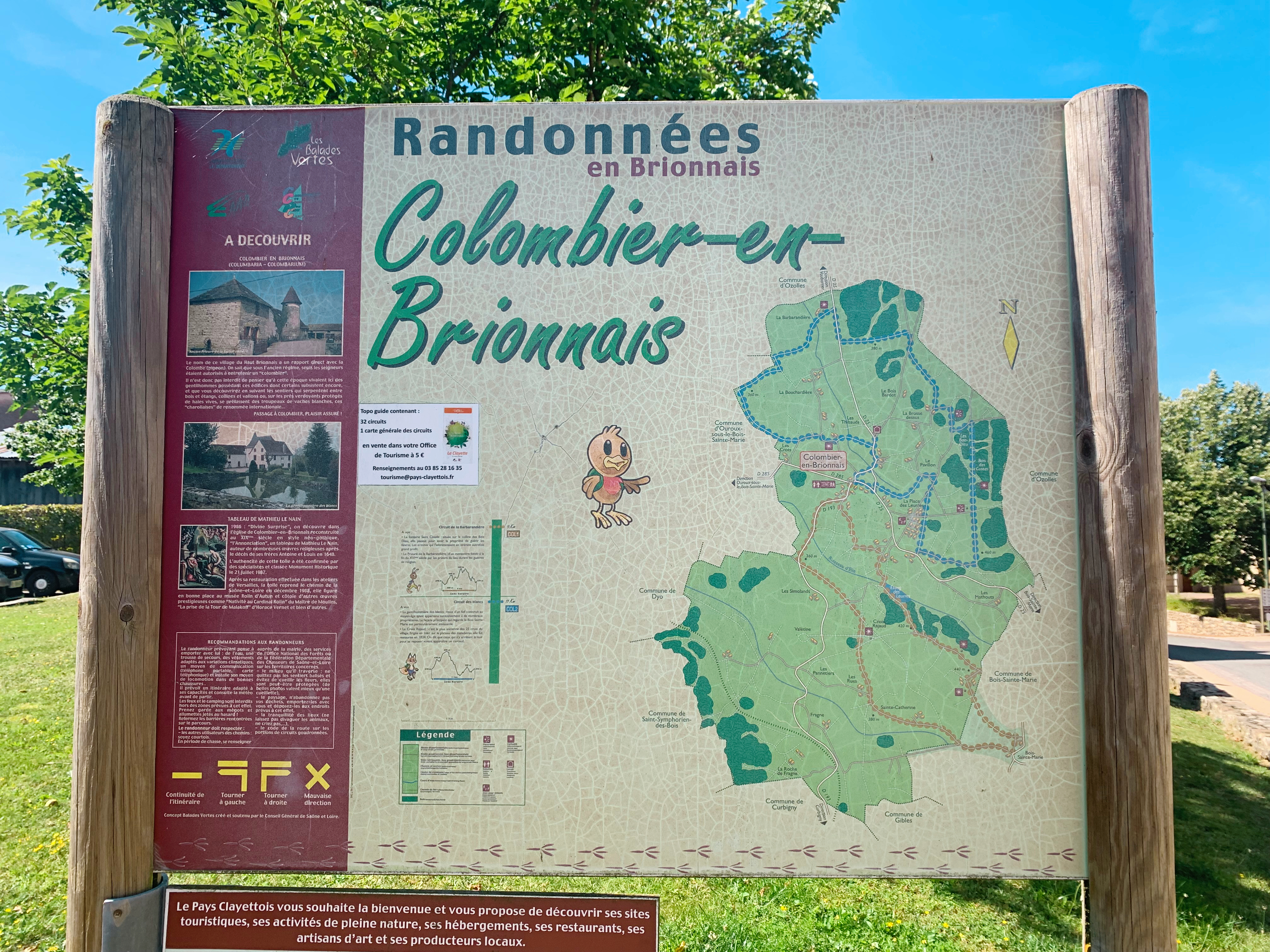
Panneau touristique illustré avec une carte des randonnées possibles sur le territoire de la commune de Colombier.

## Histoire

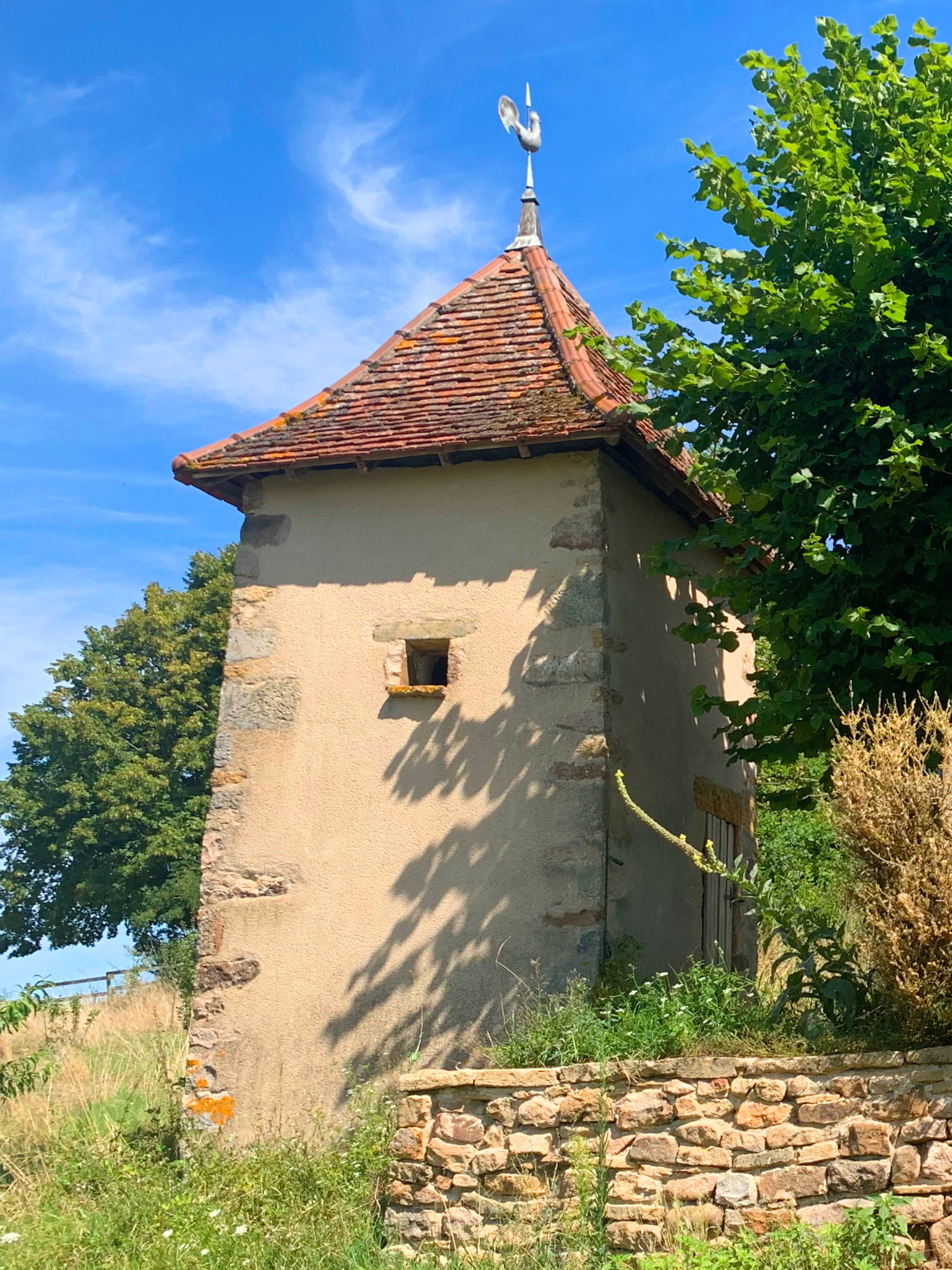
Une petite tour pittoresque à Colombier.

Le village de Colombier-en-Brionnais est mentionné dès le XIe siècle. Son nom vient du latin Columbarium et désigne un pigeonnier qui témoigne de la présence d'une ancienne seigneurie à cette époque où l'élevage des pigeons était réservé aux nobles. De nos jours, le paysage est ponctué par plusieurs édifices remarquables tels que le château de Valétine (XVIe siècle-XVIIe siècle), le manoir des Blancs (XVII-XVIIIe siècle), ainsi que la tour médiévale du prieuré de La Barbarandière. Ce prieuré Grandmontain de La Gueurce-Barbarandière a été fondé à la fin fin du XIIe siècle.
Le village était autrefois presque entièrement couvert de bois, comme en témoigne les noms des hameaux : Bois-Dieu, Bois Bardot, Terre du Bois, Champ de la Forêt… Quant au carrefour de « l'Homme Mort », sa dénomination viendrait du fait qu'un colporteur y fut dévalisé et tué en 1793 par un assassin demeuré hélas impuni.

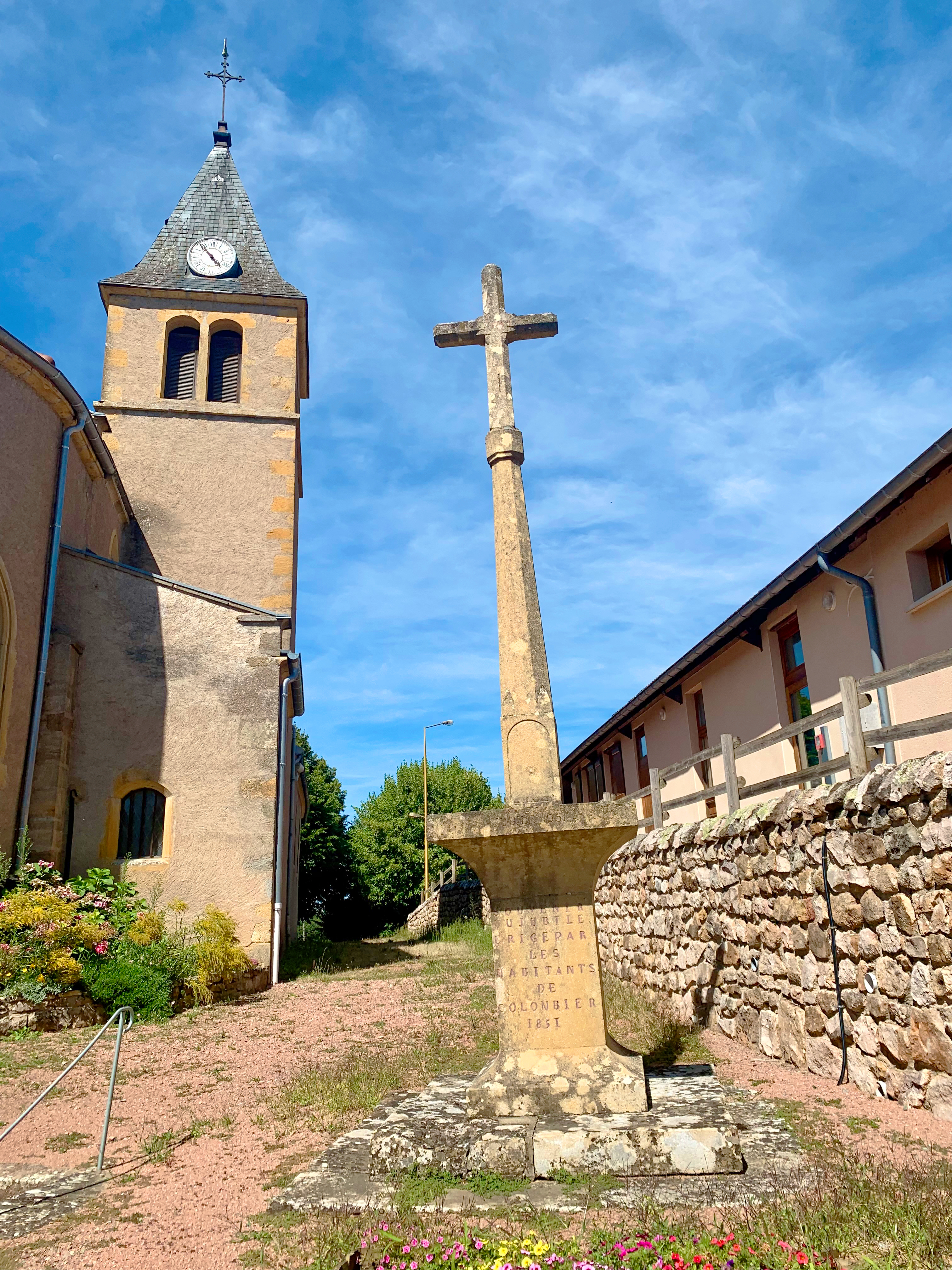
La croix en pierre du Souvenir du Jubilé érigée par les habitants de Colombier en 1851.

Situés sur le point le plus élevé du village, une chapelle et un hospice ermitage ont été édifiés aux Bois-Dieu au XVIIe siècle. Celui-ci accueillait des ermites de Saint Augustin de Béziers et a été probablement détruit pendant les Guerres de Religions. À proximité de l'ancien ermitage subsiste la fontaine Saint Claude, dont les eaux sont réputées guérir la fièvre, ainsi qu'une croix monumentale, érigée en 1875 pour remplacer l'ancienne croix de bois. Aujourd'hui, les Bois Dieu ont conservé leur vocation religieuse puisque les "Blancs", anticoncordataires, s'y réunissent encore deux fois l'an, les jours de la Fête Dieu et de l'Assomption.
Sous l'Ancien Régime, la paroisse de Colombier faisait partie, de l'archiprêtré de Bois-Sainte-Marie. Elle était sous le patronage de l'abbé de Cluny qui avait la nomination du curé. Au XVIIe siècle, le seigneur principal était Pierre Emmanuel du Mirat. Le reste de la paroisse était du ressort du comté de La Clayette. Entre Colombier et Ozolles se trouvait le prieuré de la Barberandière qui dépendait du prieuré de Viage en Auvergne.

### Toponymie
Le nom en latin de la commune  colombarium  est devenu par la suite Colombier, synonyme de pigeonnier.

## Politique et administration

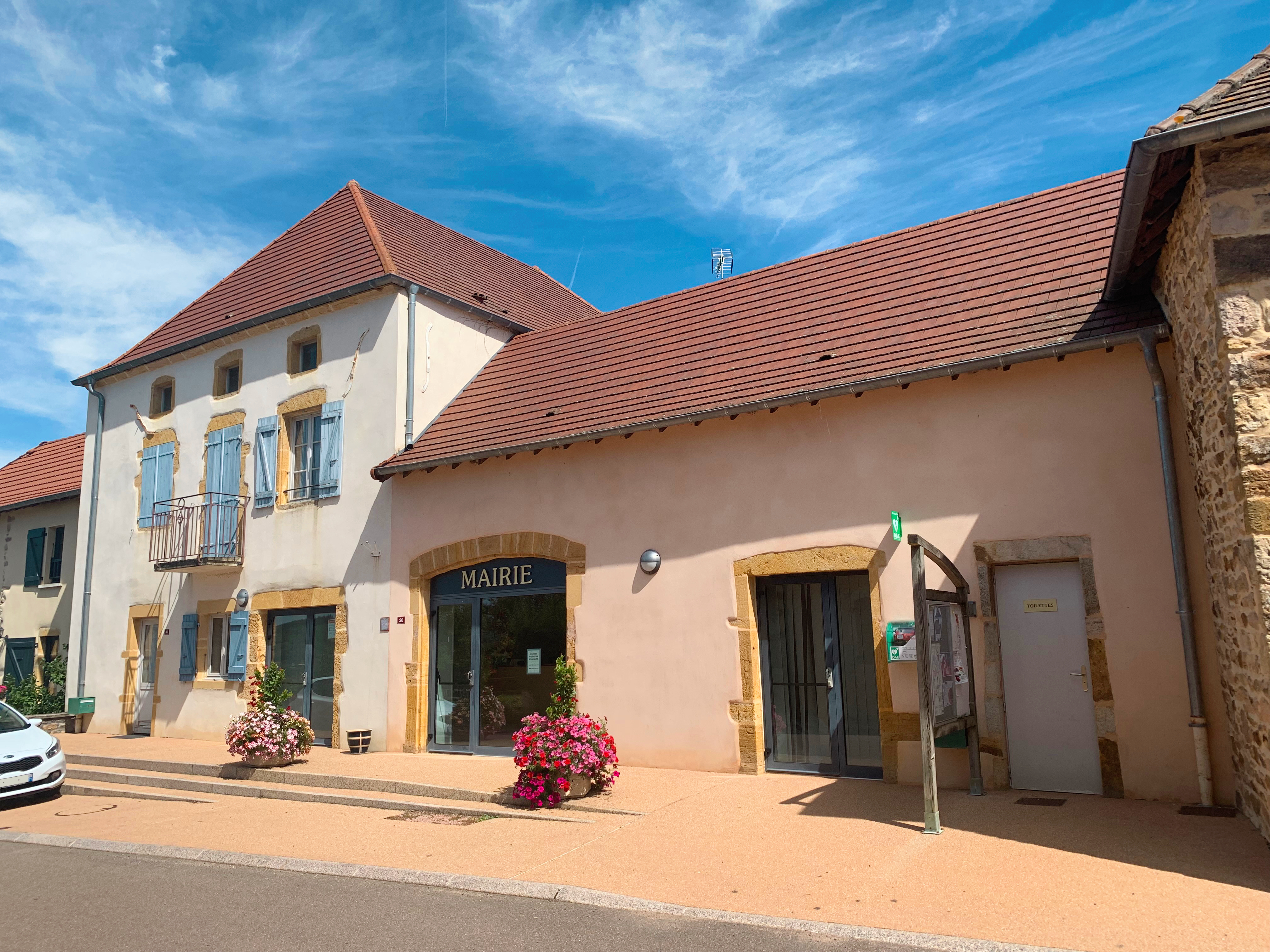
La mairie de Colombier située à 370 mètres d'altitude.

| Période                                  | Période  | Identité           | Étiquette | Qualité |
| ---------------------------------------- | -------- | ------------------ | --------- | ------- |
|                                          |          | Guy Bajard         |           |         |
| mars 2001                                | en cours | Jean-Paul Malatier |           |         |
| Les données manquantes sont à compléter. |          |                    |           |         |

## Démographie
L'évolution du nombre d'habitants est connue à travers les recensements de la population effectués dans la commune depuis 1793. Pour les communes de moins de 10 000 habitants, une enquête de recensement portant sur toute la population est réalisée tous les cinq ans, les populations de référence des années intermédiaires étant quant à elles estimées par interpolation ou extrapolation. Pour la commune, le premier recensement exhaustif entrant dans le cadre du nouveau dispositif a été réalisé en 2008.

En 2022, la commune comptait 314 habitants, en évolution de +1,62 % par rapport à 2016 (Saône-et-Loire : −1,06 %, France hors Mayotte : +2,11 %).
| 1793 | 1800 | 1806 | 1821 | 1831 | 1836 | 1841 | 1846 | 1851 |
| ---- | ---- | ---- | ---- | ---- | ---- | ---- | ---- | ---- |
| 727  | 761  | 823  | 829  | 860  | 853  | 812  | 898  | 877  |

| 1856 | 1861 | 1866 | 1872 | 1876 | 1881 | 1886 | 1891 | 1896 |
| ---- | ---- | ---- | ---- | ---- | ---- | ---- | ---- | ---- |
| 943  | 962  | 956  | 857  | 825  | 790  | 776  | 765  | 739  |

| 1901 | 1906 | 1911 | 1921 | 1926 | 1931 | 1936 | 1946 | 1954 |
| ---- | ---- | ---- | ---- | ---- | ---- | ---- | ---- | ---- |
| 715  | 660  | 630  | 529  | 506  | 499  | 470  | 418  | 392  |

| 1962 | 1968 | 1975 | 1982 | 1990 | 1999 | 2006 | 2008 | 2013 |
| ---- | ---- | ---- | ---- | ---- | ---- | ---- | ---- | ---- |
| 376  | 338  | 287  | 270  | 256  | 235  | 280  | 293  | 308  |

| 2018 | 2022 | - | - | - | - | - | - | - |
| ---- | ---- | - | - | - | - | - | - | - |
| 308  | 314  | - | - | - | - | - | - | - |

## Économie

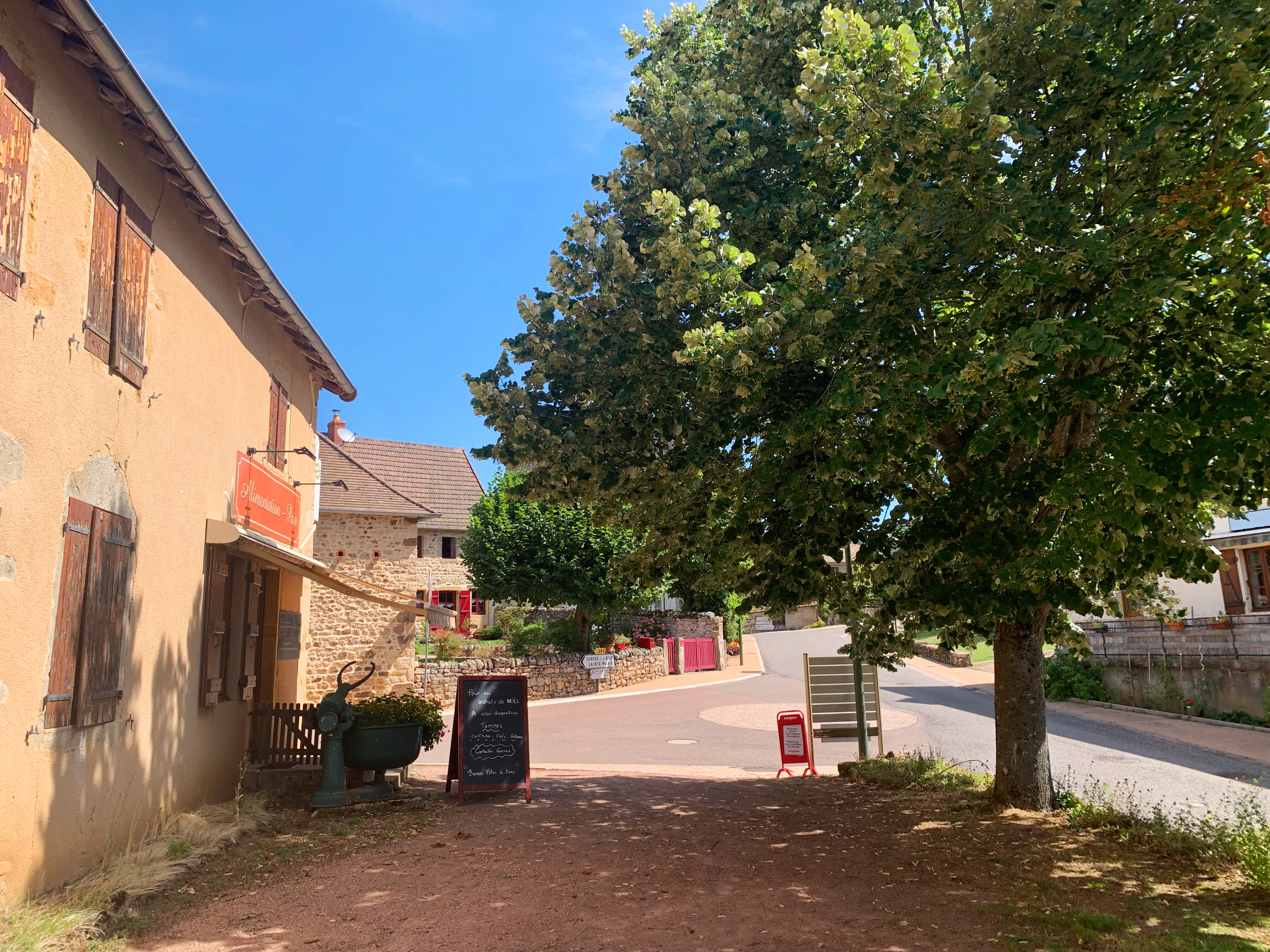
Le commerce d’alimentation et de pain au centre du bourg de Colombier.

En 2015, 33 entreprises sont recensées dans la commune de Colombier-en-Brionnais, dont 19 entreprises de commerces et services soit 57,6%. Le tissu économique de la commune est alors composé de 9 entreprises de 1 à 9 salariés, soit 27,3%.

## Culture locale et patrimoine

### Lieux et monuments

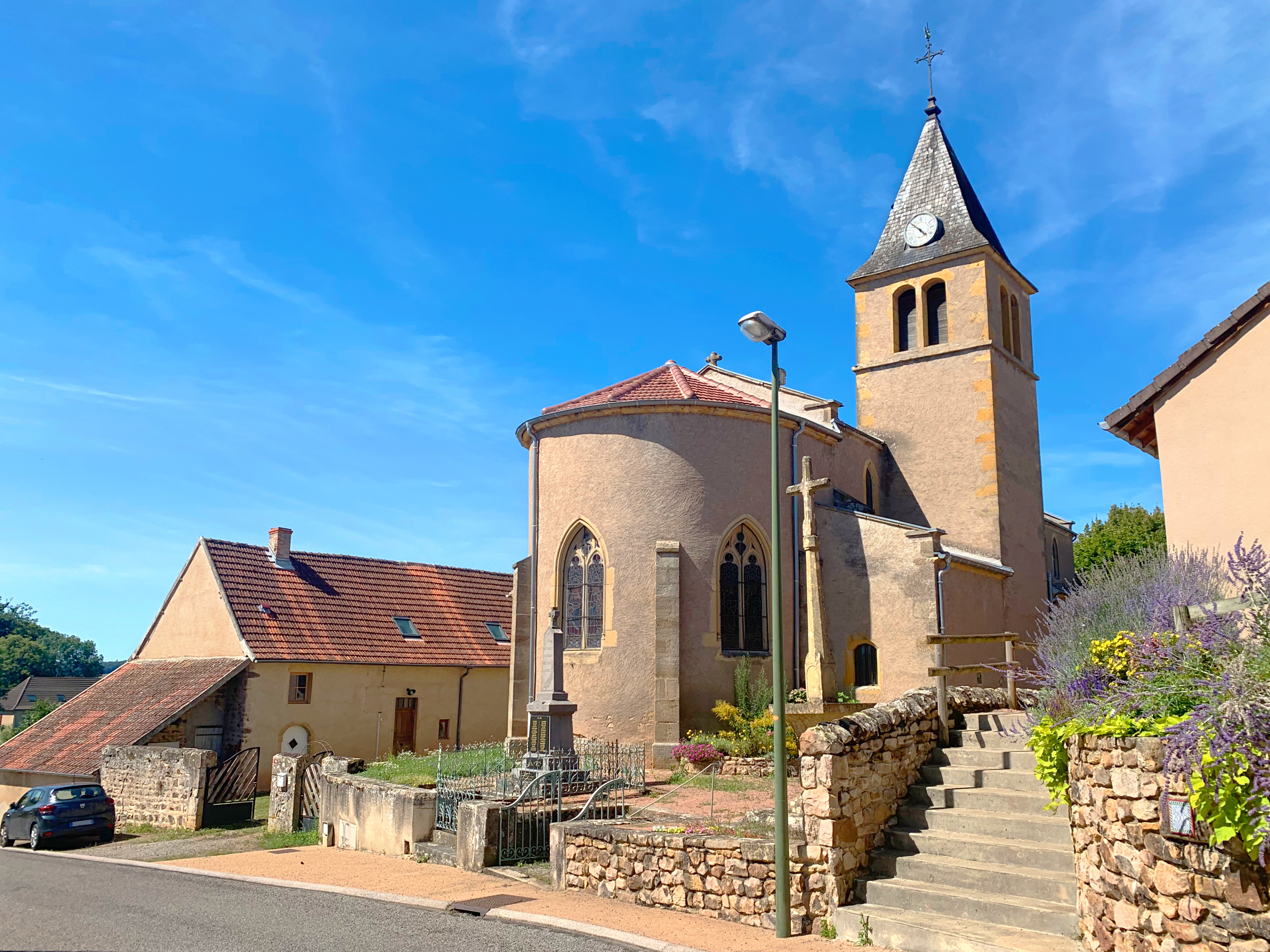
L'église Saint-Hippolyte de Colombier.

- L'église Saint-Hippolyte, qui a été reconstruite dans le style néo-flamboyant dans la seconde partie du XIXe siècle (en dépit de travaux de restauration qui avaient été réalisés en 1835) et dont l'une des particularités est d'avoir conservé une cloche antérieure à la Révolution française, fondue en 1722[20] et classée au titre des monuments historiques en 2019[21].

Église Saint-Hippolyte de Colombier-en-Brionnais
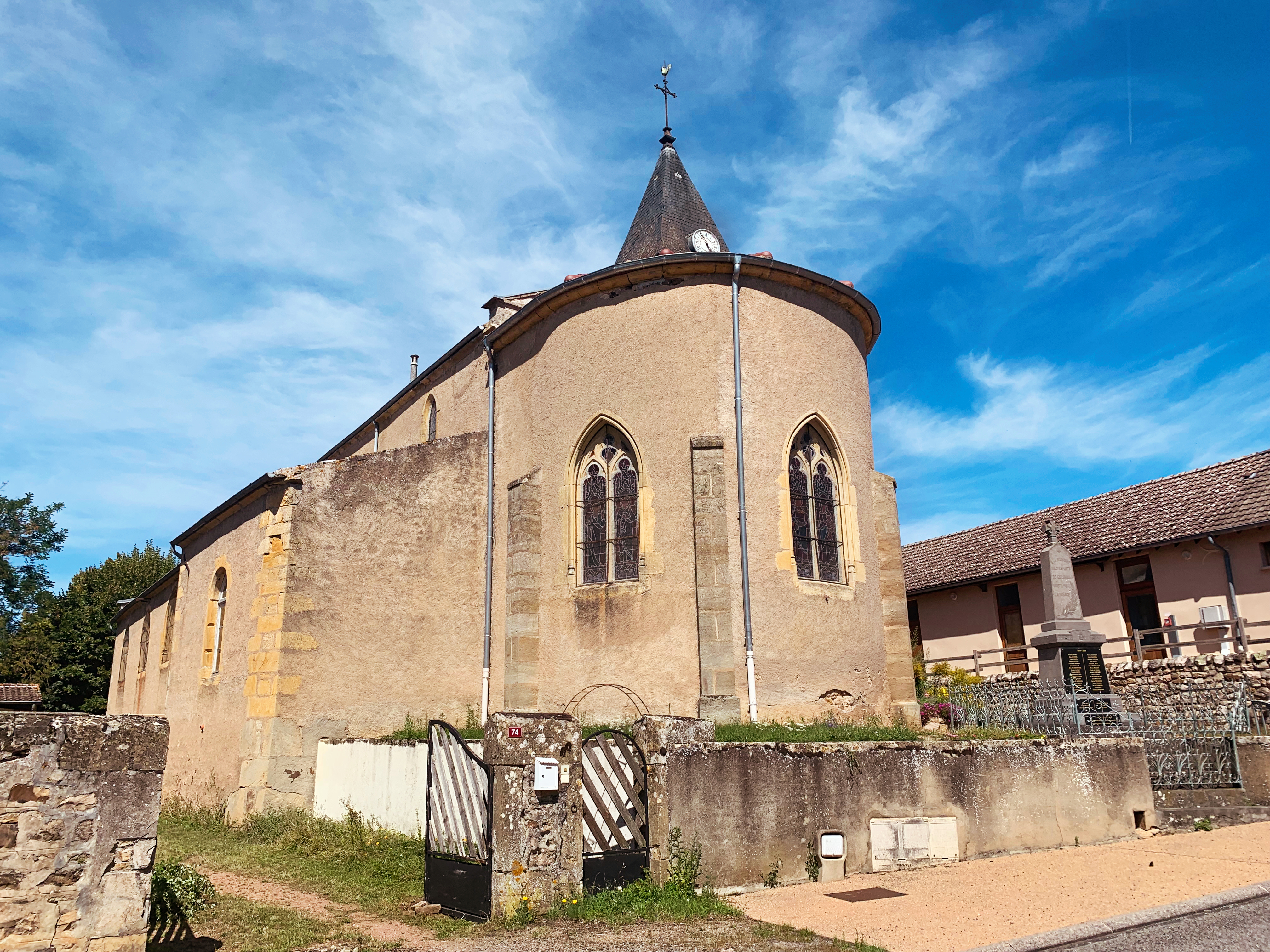
Le côté sud de la nef du chevet.
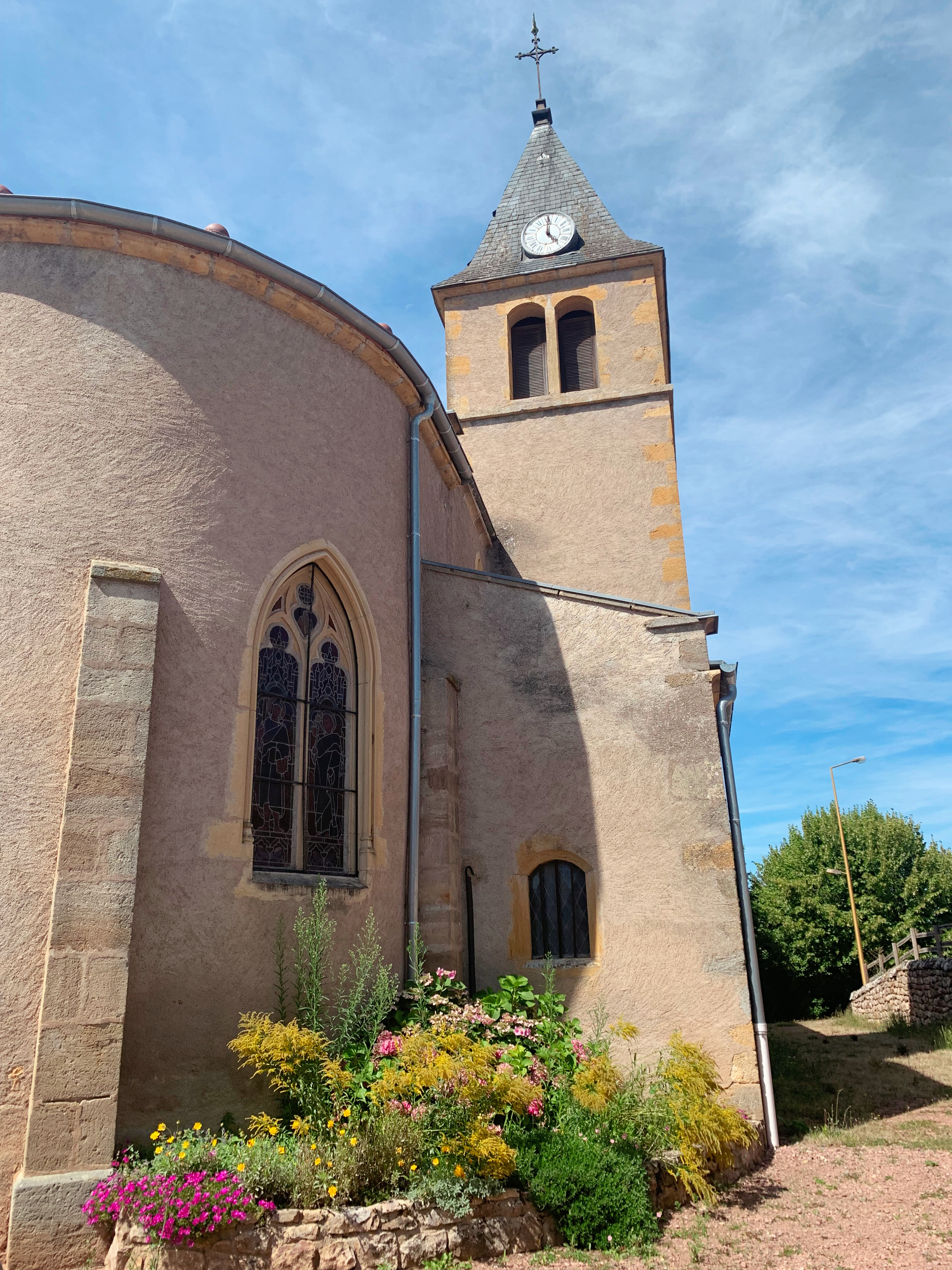
Le clocher
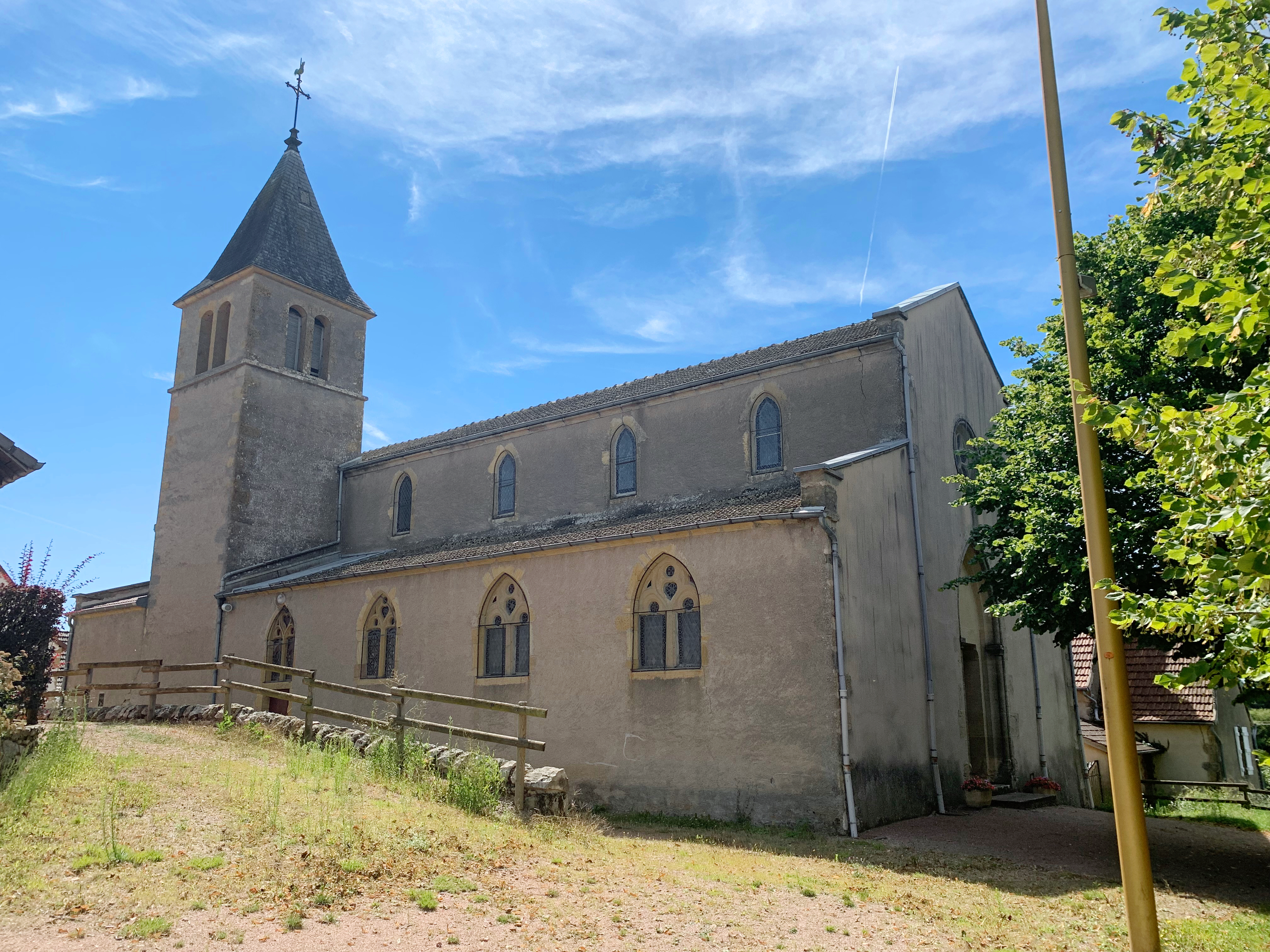
Le côté nord de la nef
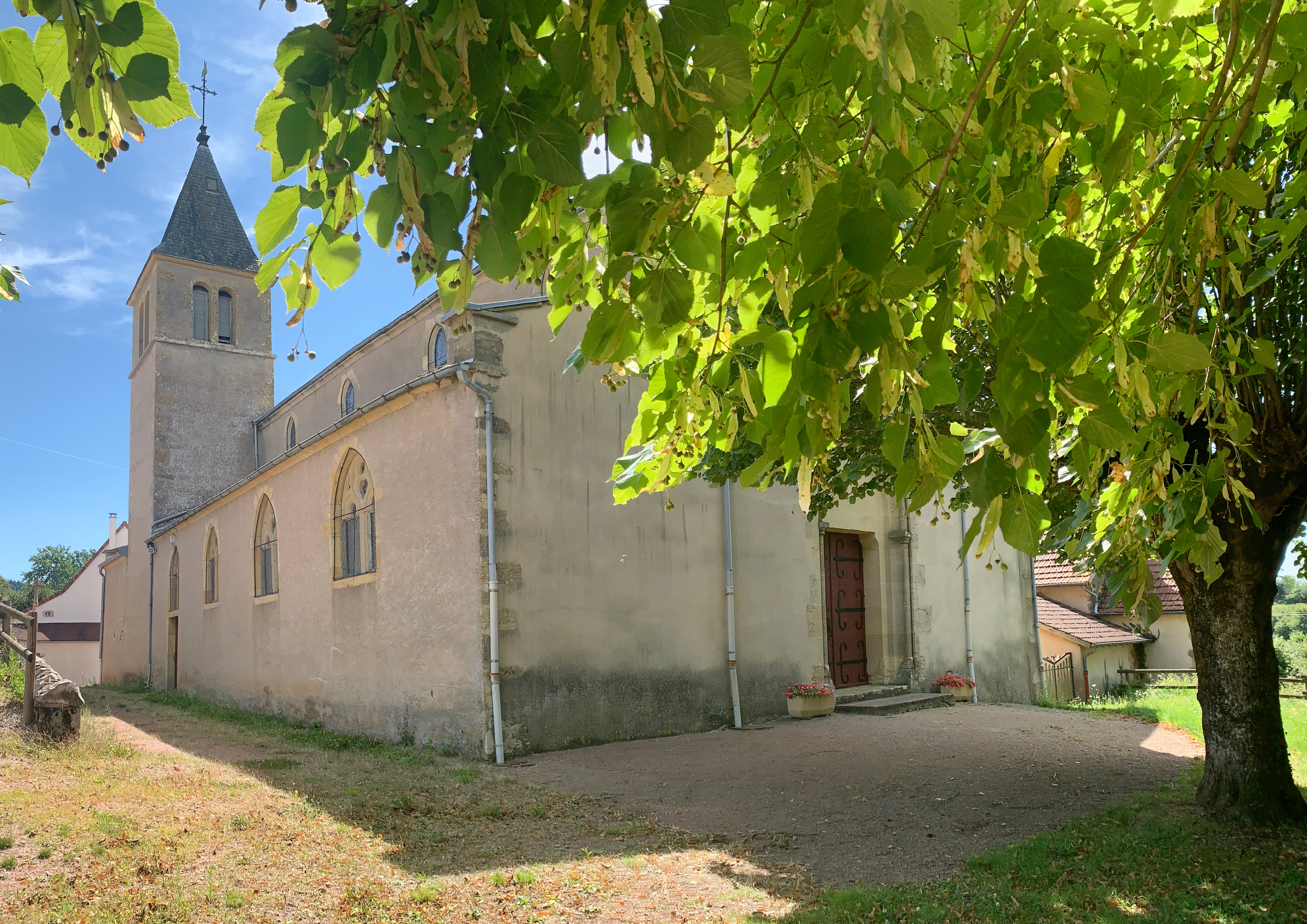
Entrée et façade, côté ouest.

### Personnalités liées à la commune

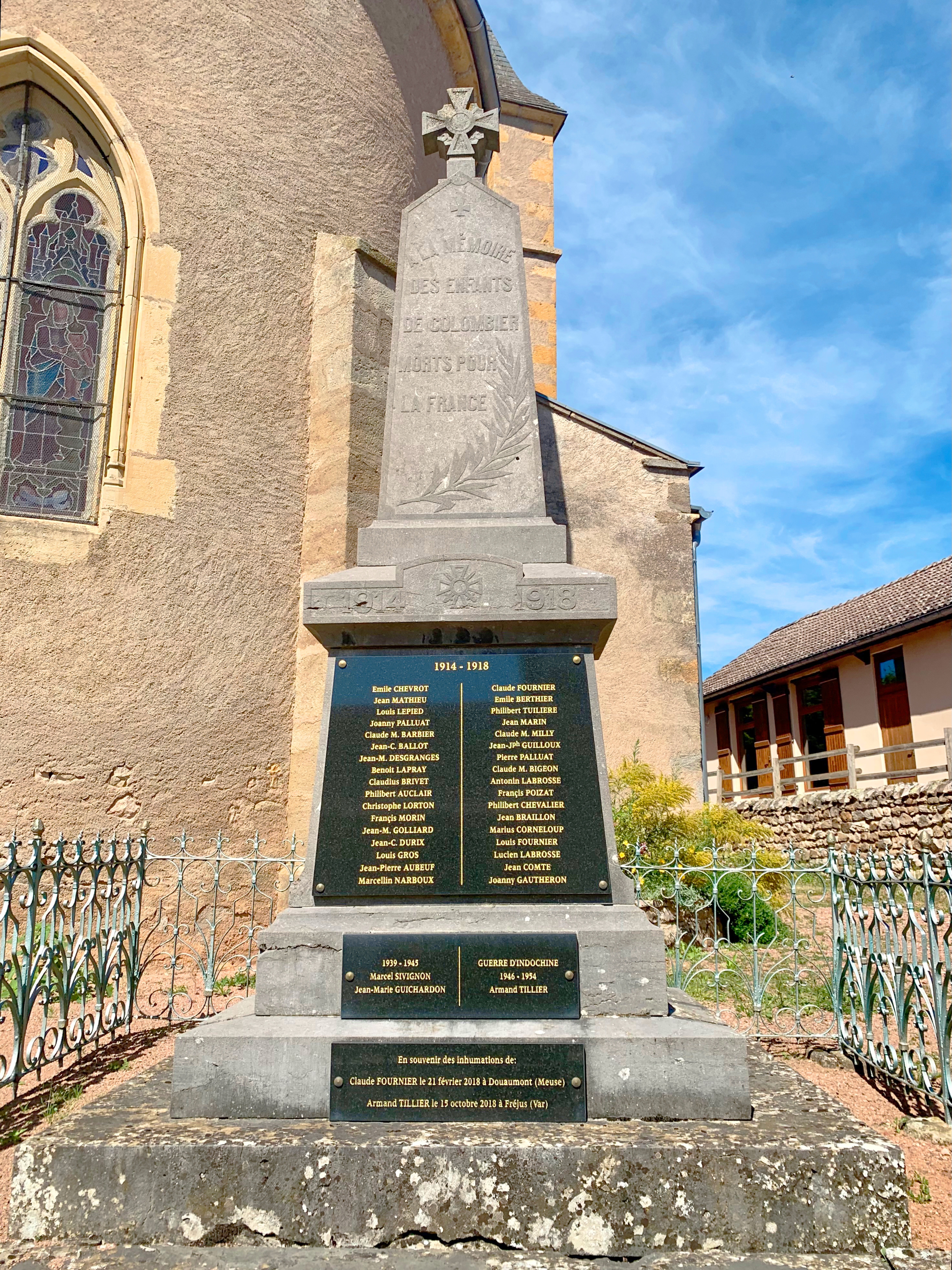
Le monument aux morts de Colombier.

- Claude Fournier, né le 27 novembre 1880 à Colombier-en-Brionnais[22], et mort au combat le 4 août 1916 à Verdun, jardinier, sergent lors de la Première Guerre mondiale, et premier soldat identifié grâce à son ADN[23].
- Claude Marie Milly, né le 17 août 1894 à Colombier-en-Brionnais et mort le 17 février 1917 à Langres en Haute-Marne, Chasseur au 3e B.C.P., est inhumé au carré militaire (tombe 111) du cimetière de la Collinière à Langres. Son nom figure sur le monument aux morts de Colombier, aux côtés de celui du sergent Claude Fournier[24],[25].

## Pour approfondir